# آنتون موراوچیک
آنتون موراوچیک (چکی: Anton Moravčík؛ ۳ ژوئن ۱۹۳۱ – ۱۲ دسامبر ۱۹۹۶) یک بازیکن فوتبال اهل چکسلواکی بود.

## باشگاهی
از باشگاه‌هایی که در آن بازی کرده‌است می‌توان به باشگاه فوتبال ژیلینا و دوکلا پراگ اشاره کرد.

## تیم ملی
وی سابقه ۲۵ بازی برای تیم ملی فوتبال چکسلواکی را در کارنامه دارد.